# Gerald Cyclecar
Die Gerald Cyclecar Company war ein britischer Automobilhersteller, der nur im Jahre 1920 in Birmingham Cyclecars herstellte.
Der Wagen hatte einen wassergekühlten J.A.P.-Motor mit 8 bhp (5,9 kW). Eine Kette leitete die Motorkraft an eine Zwischenwelle weiter, die mit Riemen zur starren Hinterachse verbunden war. Üblicherweise bekam der Gerald einen zweisitzigen Aufbau.